# کرپیو (داکوتای شمالی)
کرپیو(به انگلیسی: Carpio) شهری در ایالت داکوتای شمالی کشور ایالات متحده آمریکا است که جمعیت آن در سرشماری سال ۲۰۱۰ میلادی، ۱۵۷ نفر بوده‌است.